# Гутьеррес, Орасио
Орасио Гутьеррес (исп. Horacio Gutiérrez; род. 28 августа 1948, Гавана) — американский пианист кубинского происхождения.

## Биография
Учился в Гаване у Сесара Переса Сентената. В 1961 г. вместе с семьёй переехал в США, с 1967 г. гражданин США. Учился в Лос-Анджелесе у Сергея Тарновского, затем в Джульярдской школе у Адели Маркус. В 1970 г. был удостоен второй премии на Четвёртом Международном конкурсе имени Чайковского в Москве. Лауреат Премии Эвери Фишера (1982).
Среди значительных аудиозаписей Гутьерреса — все концерты Брамса, Рахманинова и Прокофьева. Гутьеррес также уделяет много внимания современной американской музыке: так, он исполнял фортепианный концерт Уильяма Шумана на концерте к 75-летию композитора, концерт Андре Превина с Питтсбургским симфоническим оркестром под управлением автора, и др.
Орасио Гутьеррес преподаёт в Манхэттенской школе музыки.